# Tranvía de Aubagne
El Tranvía de Aubagne (en francés: Tramway d'Aubagne) es un sistema de tranvía en la comuna de Aubagne, metrópoli de Aix-Marsella-Provenza, Francia. Consiste en una única línea de 2,8 km denominada Línea T, que da servicio a siete estaciones desde su inauguración el 1 de septiembre de 2014 y no cobra tarifas.
Desde el 27 de agosto de 2017, la explotación y el mantenimiento del tranvía de Aubagne están confiados a la Régie des transports métropolitains (RTM) de Marsella, a través de su filial de transportes del Pays de l'Étoile. Está previsto que en 2025 se inaugure una extensión norte desde la estación de Aubagne hasta el municipio de La Bouilladisse; elevará a diecisiete el número de estaciones de la línea.

## Historia

### Primer sistema (1904-1958)
Un acuerdo del 23 de febrero de 1904, validado por un decreto del 26 de marzo de 1904, autorizó a la Compagnie Générale Française de Tramways (CGFT), que explotaba la red de tranvías de Marsella, a construir una línea de Saint-Marcel a Aubagne con la condición de que las salidas tendrá lugar desde la plaza Saint-Ferréol. Esta línea se puso en servicio el 10 de enero de 1905 con el número de ruta 39. Originalmente tenía una vía única fuera de Marsella (doblada entre 1926 y 1930) colocada en una acera a lo largo de la carretera nacional. El término de Aubagne estaba ubicado en Cours Legrand (actual Cours Maréchal-Foch) desde donde un camino conducía al depósito ubicado en la entrada de la "pequeña carretera" de Aubagne a Marsella (actual RD2) 1.

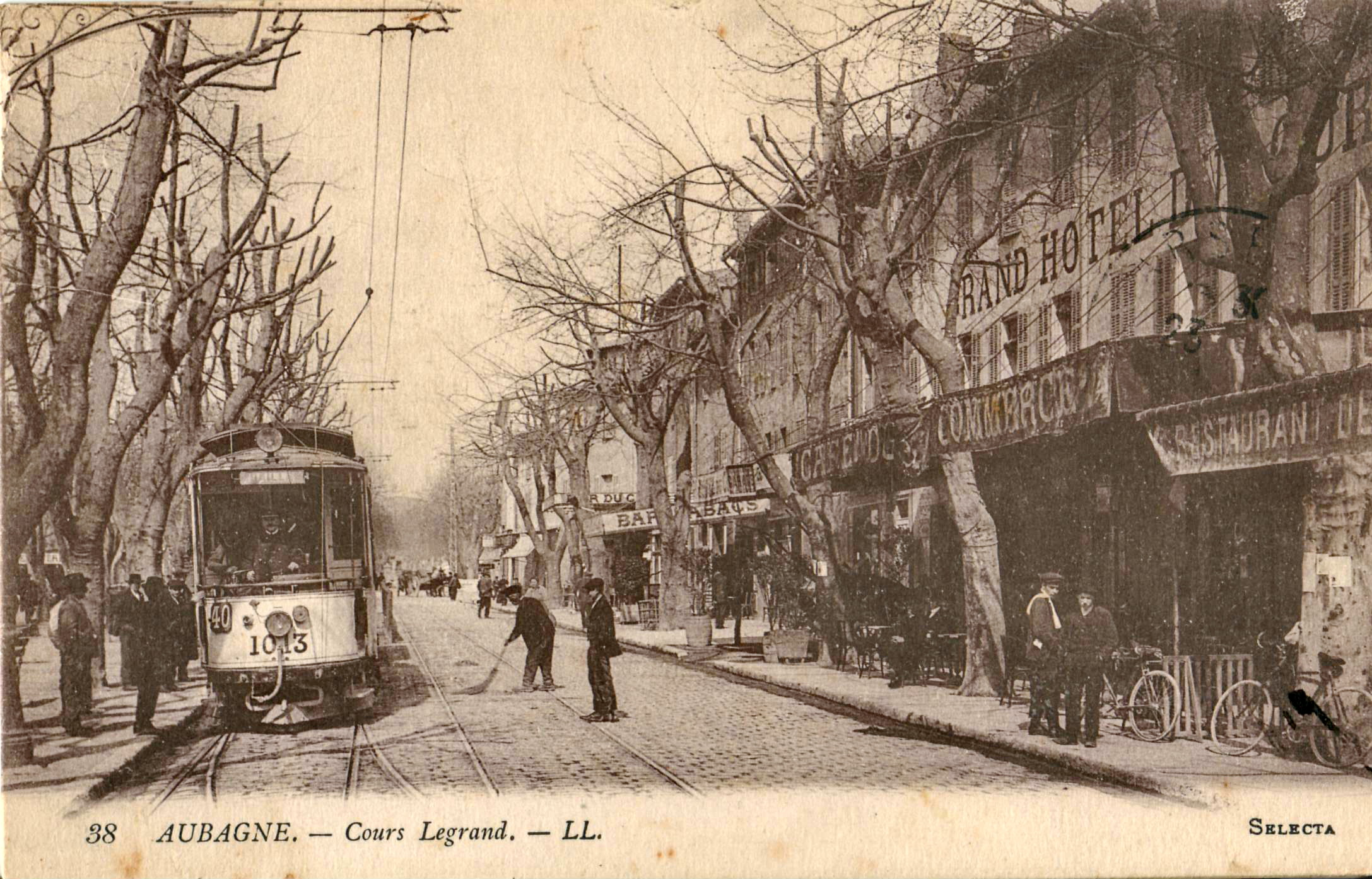
Línea 40 en Cours Legrand, alrededor de 1917.

El 10 de junio de 1905 se inauguró la Línea 40, que discurre entre la estación de Noailles y Aubagne a lo largo de la Línea Este hasta Saint-Pierre, luego la Línea Pomme ("Línea Cayol", prolongada hasta Camoins en 1907) y finalmente una breve conexión con la línea anterior. tendido a lo largo del actual Boulevard Heckel. Las salidas se realizaban entonces de forma alterna con una salida en cada línea cada 30 o 40 minutos. Debido a que los usuarios prefirieron la ruta más nueva y más rápida, el servicio de la Línea 40 se incrementó, mientras que la Línea 39 se limitó a la ruta Préfecture-La Penne-sur-Huveaune desde el 3 de mayo de 1909.
Los 40 trenes incluían dos remolques, uno de los cuales se separó en Penne-sur-Huveaune y se recogió en el viaje de regreso. En 1928 se pusieron en servicio los coches reversibles, formados por un tren de potencia y un remolque o dos coches de potencia que enmarcan un remolque. Estos tranvías "Pullman" fueron reemplazados en 1937 por tranvías bogie, que se modernizaron a partir de 1944.
A partir del 9 de noviembre de 1950, el servicio comenzó a dividirse entre tranvías y autobuses, que conectaban la estación de Noailles con Saint-Pierre a lo largo de Cours Lieutaud, el bulevar Baille y la calle St. Pierre, continuando paralelamente a la vía del tranvía, circulando los tranvías solo durante horas pico. El 23 de junio de 1958 finalizó el servicio entre Saint-Pierre y Aubagne, que duró 53 años.

### Sistema actual (2014-presente)

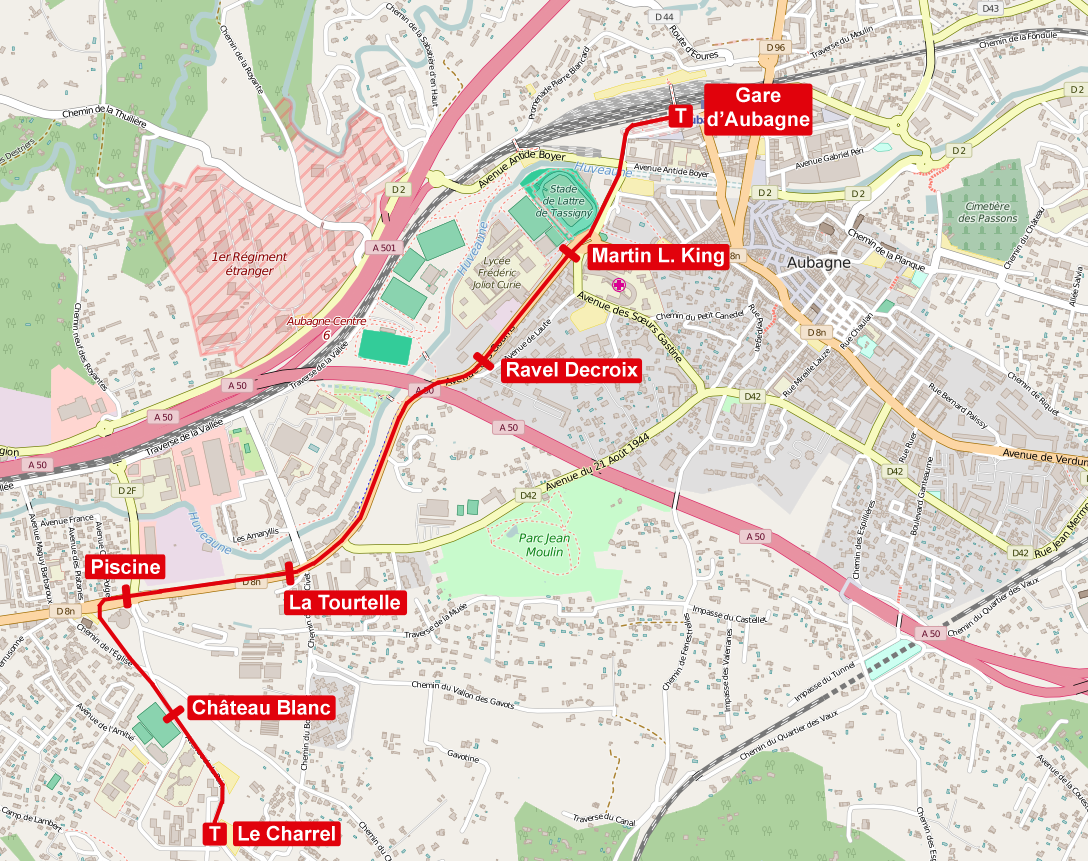
Mapa de línea actual.

La longitud de la línea de tranvía discurre entre siete estaciones, todas ellas ubicadas en Aubagne. La línea de tranvía, al igual que el sistema municipal de autobuses, que funciona sin tarifas desde el 15 de mayo de 2009, fue una primicia mundial en transporte público. El proyecto inicial comprendía dos líneas con un tramo central común; la segunda línea fue cancelada en 2014.

## Futuros desarrollos
En 2019, la presidenta del Consejo Departamental de Bocas del Ródano, Martine Vassal, anunció una extensión de la Línea T hasta La Bouilladisse a través de Roquevaire y Auriol. El proyecto, que costará 136 millones de euros, se basa en parte en la línea en desuso de Aubagne a La Barque, que cerró en 2002.
Las obras entre Aubagne y Auriol comenzarán en 2021 y se inaugurarán en 2023; la ampliación de La Bouilladisse se abrirá en 2025.